# 鱼尾狮

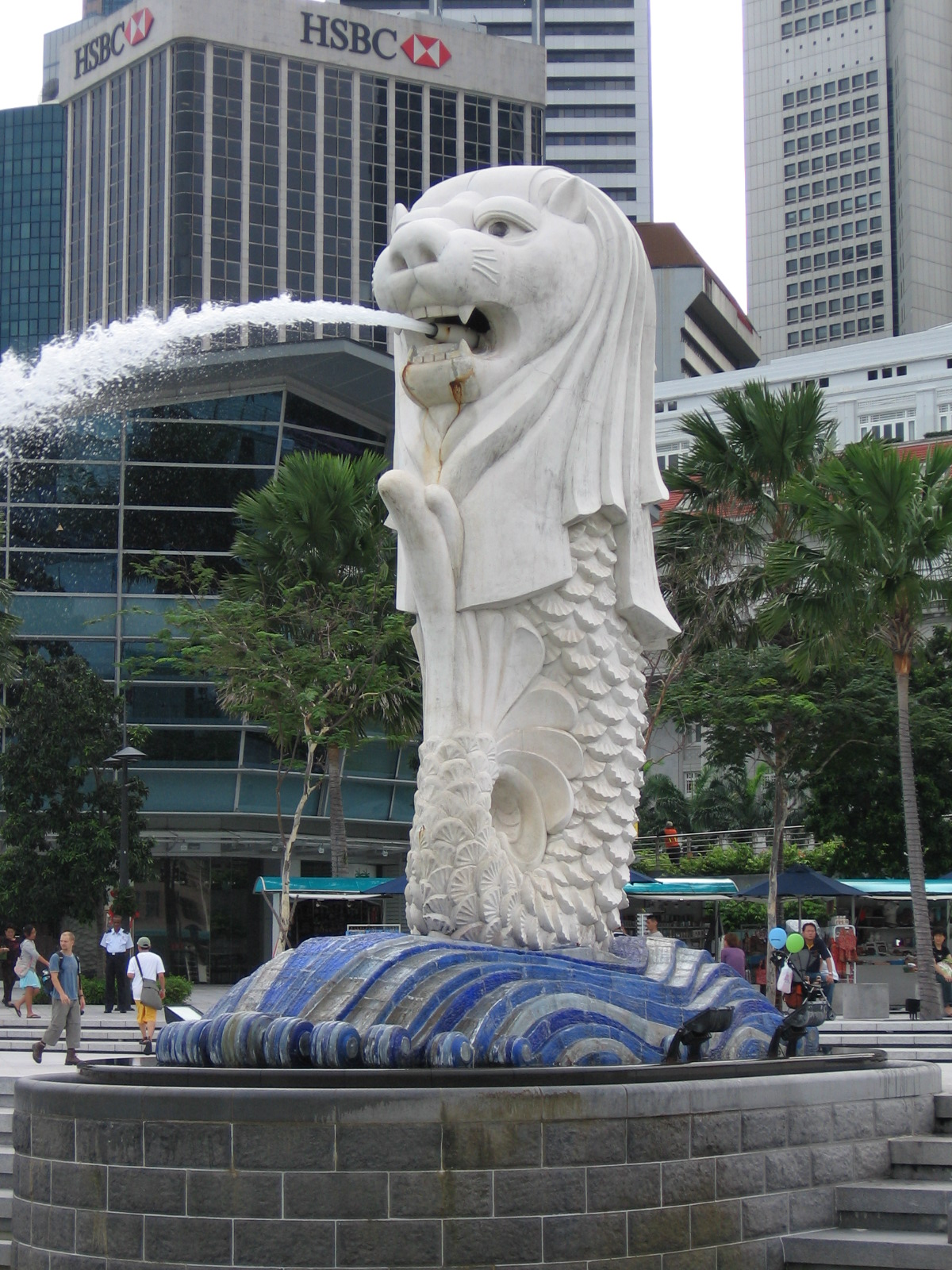
魚尾獅公園的鱼尾狮雕像

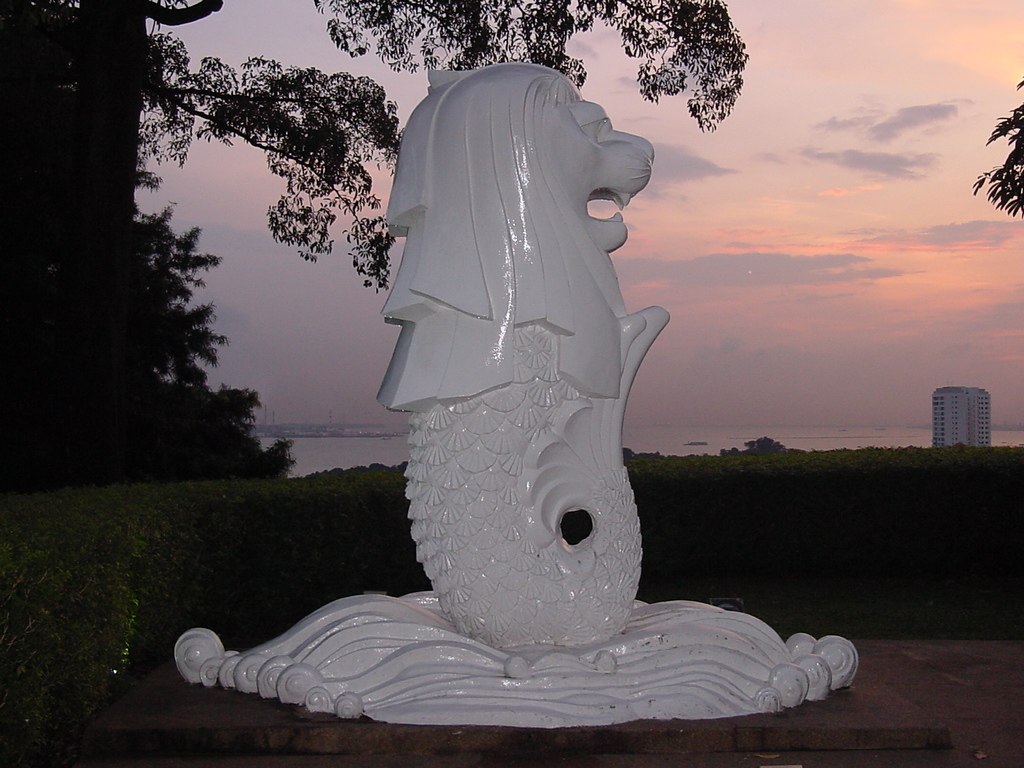
花芭山上的鱼尾狮雕像

鱼尾狮（英語：Merlion）是一种虚构的魚部身狮头的动物。它于1964年由當時的范克里夫水族馆館長亚历克·弗雷泽·布伦纳所設計的。两年后被新加坡旅游局采用作为标志，一直沿用到1997年。而这期间，鱼尾狮已成为新加坡的代表，如同法国的巴黎铁塔或美国的自由女神像。
鱼尾狮狮头的设计灵感来自关于新加坡历史的一个传说。根据《馬來紀年》的记载，公元11世纪时一位来自三佛齐，名叫圣尼罗乌达玛的王子在前往马六甲的途中来到了新加坡。他一登陸就看到一隻神奇的野獸，随從告诉他那是一只狮子。于是他为新加坡取名為「新加坡拉」（英語：Singapura，在梵文中意即“狮子城”）。而設計成鱼尾则是因为新加坡是一个海岛，它的一切都跟海密切相關。魚代表著該國的過去，從前新加坡只是一個漁村，是一個沿海鎮。獅子則有雙重含義，它代表着新加坡原本的名字，意味著獅子城，同時也象徵新加坡在當今世界經濟的力量。
新加坡全境共有七座魚尾獅雕像，最著名的一大一小兩座位於現在的魚尾獅公園內。然而位於聖淘沙的一座「魚尾獅塔」則已於2019年10月21日拆除，將改建為400公尺高空美景走廊直通海灘，400公尺高空走廊直通海灘預計於2022年完工。

## 鱼尾狮雕像
第一座鱼尾狮雕像由已故的新加坡著名工匠林浪新用混凝土塑成，高8.6米，重70吨。另一座高2米，重3吨的小型鱼尾狮雕像也在同一时期完成。两座雕像于1972年9月15日正式落户在位于海滨桥边的鱼尾狮公园，开幕仪式由当时的总理李光耀主持。為了紀念這項盛事，制定了一塊銅匾，銅匾上刻有獻詞：“魚尾獅是新加坡迎賓好客的象徵”。2002年4月，这两座雕像被迁移至120米外的填海地段，以求更接近填海后新的新加坡河口。旅游局同时也为它们做了整修。此次搬迁及整修总共耗资750万新加坡元。
在新加坡本岛以南的度假圣地圣淘沙岛上也有一座高达37米的巨型鱼尾狮雕像。与其说是雕像，不如说它是一栋建筑。它的内部中空，可让游客乘搭电梯直达顶端以鸟瞰整个圣淘沙以及新加坡本岛南部。它的眼部还会射出激光光束，配合附近的音乐喷泉呈现声光影的表演。2019年10月21日，因為其他新設施的建設而決定拆除。
而新加坡南部的花柏山上也有一座小型的鱼尾狮雕像，遙望着新加坡河口。
位于新加坡滨海湾富勒顿1号大厦旁的也是最著名的一座鱼尾狮塑像。2009年2月28日下午4點半左右，受雷击受损，导致塑像獅頭上出现一个足球般大小的洞，無人受傷。